# Jan Kraus (zápasník)
Jan Kraus (4. listopadu 1887 – datum úmrtí neznámé) byl rakousko-uherský a později československý atlet – zápasník. Civilním povoláním poštovní úředník.
Težké atletice se začal věnovat v rakouské Vídni. Po první světové válce se v roce 1919 usadil v Praze. Byl členem populárního těžkoatletického klubu KA Žižka Praha, za který nastupoval výhradně v zápasu řecko-římském. V roce 1920 reprezentoval Československo na olympijských hrách v Antverpách, kde prohrál v úvodním kole s Italem Giorgio Calzou.
V Praze pracoval jako účetní v Poštovní spořitelně. Od roku 1927 byl dlouholetým předsedou firemního sportovního klubu SK PUŠ Praha. V roce 1937 mu v tisku vyšel medailonek k 50 narozeninám.